# 三雲四郎
三雲 四郎（みくも しろう、1921年（大正10年）7月28日 - 2007年（平成19年）1月11日）は、日本のジャーナリスト。産業経済新聞社取締役論説委員長。

## 来歴・人物
鹿児島県出身。学徒出陣後に復学し、慶應義塾大学経済学部を卒業。
「自分はペンで生活していきたい」と、1946年産業経済新聞社に入社。本社経済部長や編集局次長、外信記者としてロンドン特派員、パリ支局長、欧州総局長を務めたほか、論説委員長も担った。娘・孝江も小学2年の夏から小学6年までロンドンで過ごしたという。
1971年に東京都公害審査委員会委員に就任し、1983年3月まで務めた。
2007年1月11日午後8時2分、肺炎のため東京都内の病院で死去。85歳没。葬儀・告別式は近親者のみで行われた。

## 家族・親族
娘は、フリーアナウンサーの三雲孝江（元TBSアナウンサー）、孫はNHKアナウンサーの星麻琴。TBS関連会社プロデューサーの星勝幸（孝江の夫）は娘婿にあたる。